# Ignaz Mitterer
Ignaz Mitterer (Santa Justina (Tirol) Àustria, 2 de febrer de 1850 - 18 d'agost de 1924) fou un musicòleg i compositor musical.
Ordenat sacerdot el 1874, estudià (1876-1877) amb Haberl i Michael Haller en l'escola de Música de Ratisbona; des de 1882 fins a 1885 fou mestre de capella d'aquesta ciutat i, des d'aquesta última data, de la catedral de Brixen.
Fou un dels més notables i prolífics compositors de música sagrada, del catolicisme. Se li deuen: Leitfaden für den Unterricht im rümischen Choralgesange (Ratisbona, 1898), Praktische Chorsing Schule (4ª. ed., Ratisbona, 1908), i Die wichtigsten Kircjlichen Vorschriften für Kirchenmusik (4ª. ed., Ratisbona, 1905), i entre les seves composicions cal citar: diverses misses, entre elles una Missa solemnis a cinc veus amb orquestra, alguns Rèquiem, Libera me, graduals, ofertoris diferents Te Deum, antífones, un Stabat Mater, un Magnificat, diversos cants al Sagrat Cor de Jesús, cants per Setmana Santa, Avemaries, etc.